# Zaliv kyllakh
Zaliv kyllakh (del ruso Залив Кыллах) es una bahía ubicada al noreste de Rusia en la provincia de la república de Sajá. Se encuentra a 4.300 kilómetros (2.671 millas) de Moscú, la capital del país, y a 91 kilómetros (56 millas) de Tiksi (del ruso Тикси) que es el pueblo habitado más cercano. 
El clima es de tundra. La temperatura promedio es de -12 °C . El mes más cálido es julio, con 8 °C , y el más frío enero, con -25 °C.